# 이 소리에 모여!
《이 소리에 모여!》(この音とまれ!)는 아뮤가 원작한 일본의 만화이다. 점프스퀘어(슈에이샤)에서 2012년부터 발간 중.
본작은, 일본 악기의 하나 고토를 테마로 한 학원 만화이다. 작중에는 고전곡부터 본작 오리지널 곡까지 다종다양한 고토 음악이 등장하였고, 2017년에는 작중에 등장하는 고토 음악을 수록한 CD가 발표되어, 문화청 예술제에서 우수상을 수상하였다.

## 줄거리
토키세 고교의 신입생인 쿠라타 타케조는 동아리 발표회에서 미숙한 실력임에도 너무나도 즐겁게 고토를 연주하는 선배들의 모습에 감화되어 소쿄쿠 부에 입부한다.
그러나 1년이 지난 후 선배들이 졸업하자 동아리에 혼자만 남게 된 타케조. 설상가상으로 불량학생들이 부실을 점거하고 아지트처럼 사용하고 있는 상황이 되었다. 5명 이상의 부원을 모으지 못하면 폐부되는 상황에서 타케조는 열심히 부원을 모집해보려 하지만 학생들은 고토 같은 마이너한 악기에는 관심을 가져주지 않는다.
그러던 어느 날, 일대에서 악명을 떨치는 불량학생 쿠도 치카가 찾아오더니 입부 신청서를 내민다. 그리고 얼마 후, 고토 종가 호즈키 카이의 딸이자 천재소녀로 유명한 호즈키 사토와도 입부하면서 고토부에 파란이 불게 되는데...